# Famosos (sitio web)
Famosos (también conocido como Famosos.com) es un sitio web creado por los emprendedores Andrés Cohen y Heinz Sohm. Se trata de una plataforma con sedes en Estados Unidos, Colombia y México, en la que los usuarios pueden contratar videos personalizados hechos por celebridades de la música, la televisión, el cine y el deporte de América Latina. En 2021 completó una ronda semilla de inversión por 4,5 millones de dólares de la mano de la firma Flybridge Capital. Actualmente hay más de 1 600 celebridades inscritas en el sitio.

## Historia

### Inicios y consolidación
La plataforma fue fundada en agosto de 2019 por el venezolano Andrés Cohen y el colombiano Heinz Sohm. La idea surgió cuando Cohen recibió en su teléfono móvil una felicitación personalizada por parte de un jugador profesional del equipo de béisbol Boston Red Sox. Al querer dar un regalo similar a su padre, no pudo encontrar una plataforma para contratar el saludo de una celebridad latinoamericana, por lo que decidió fundar la empresa junto con Sohm.
Con la llegada de la pandema del COVID-19 en 2020, las operaciones del sitio experimentaron un auge, debido principalmente a la restricción de las reuniones presenciales llevada a cabo en muchos países latinoamericanos. Diversas celebridades de la música, la televisión, el deporte, el cine y las redes sociales de origen latino empezaron a sumarse a la plataforma, principalmente como una alternativa al golpe económico que ejerció la pandemia en sus actividades regulares. Algunas de las celebridades inscritas han destinado parte de los ingresos recaudados a sus fundaciones y otro tipo de causas sociales.

### Actualidad
En 2021 la compañía finalizó una ronda semilla de inversión por 4,5 millones de dólares liderada por la firma Flybridge Capital y en la que participaron otras compañías como Pareto Holdings y FJ Labs4. El cantante y actor venezolano Carlos Baute también hizo parte de la lista de inversionistas. El mismo año la empresa anunció su pretensión de iniciar operaciones en Brasil.

## Funcionamiento
Famosos funciona como un servicio de contratación de saludos personalizados de celebridades en diversas ramas del entretenimiento, de forma similar a otros sitios web internacionales como myFanPark y Cameo. El usuario ingresa a la plataforma, escoge entre las celebridades disponibles y paga el monto establecido para recibir en un determinado plazo un video con el saludo a su correo electrónico. Actualmente cuenta con más de 1 600 celebridades latinas de más de 19 países, entre las que se encuentran Carlos Valderrama, Noel Schajris, Andrés Cepeda, Carlos Villagrán, Alicia Machado y Rolando Schiavi.